# Свадебный банкет
«Свадебный банкет» (англ. The Wedding Banquet); кит. 喜宴) — тайваньский комедийный фильм 1993 года о гей-иммигранте, женившемся на женщине из континентального Китая, чтобы успокоить родителей и получить гринкарту. Но план рушится, когда его родители приезжают в США, чтобы организовать свадебный банкет.
Главные роли сыграли Уинстон Чао, Мэй Чинь и Митчелл Лихтенштейн. Съёмки картины, режиссёром которой выступил Энг Ли, проходили на Тайване и США.

## Сюжет
Вай-Тунг Гао (Уинстон Чао) и Саймон (Митчелл Лихтенштейн) — обычная счастливая гей-пара из Манхэттена. Но родители Гао, не знающие об его сексуальной ориентации, хотят, чтобы он женился и завёл детей. Они начинают подыскивать ему невесту, которая должна быть очень высокой и говорить на пяти языках. По настоянию Саймона, Гао решает жениться на бедной художнице из континентального Китая Вэй-Вэй (Мэй Чинь), которая нуждалась в гринкарте. Помимо помощи Вэй-Вэй, Вай-Тунг надеялся успокоить родителей. Узнав о грядущем событии, родители Гао решают потратить 30,000 долларов на проведение свадебного банкета и с этой целью приезжают в США. Но Вай-Тунг не может рассказать родителям об истинном положении дел, так как его отец недавно оправился от инсульта. После банкета Вэй-Вэй соблазняет пьяного Вай-Тунга и беременеет. Узнав о произошедшем, Саймон расстраивается, и его отношения с Гао начинают ухудшаться. Но Вай-Тунг решает рассказать матери правду. Потрясённая, она настаивает, чтобы он ничего не рассказывал отцу. Но проницательный отец Гао всё понимает и тайно говорит Саймону, что знает об их отношениях. Вэй-Вэй решает оставить ребёнка и предлагает Саймону и Вай-Тунгу быть его отцами. Родители Гао, приняв выбор сына, улетают домой.

## В ролях
- Уинстон Чао — Вай-Тунг Гао
- Митчелл Лихтенштейн — Симон
- Мэй Чинь — Вэй-Вэй

## Награды
Фильм получил номинацию на премии Оскар и Золотой глобус в категории «Лучший иностранный фильм». Также, в 1993 году фильм выиграл «Золотого медведя» на Берлинском кинофестивале.

## Критика
На Rotten Tomatoes фильм получил рейтинг 94 % и 7.5 баллов из 10.